# SD9型柴油机车
SD9型柴油机车是美国通用汽车易安迪公司（GM-EMD）于1954年推出的一款柴油机车，也是易安迪公司的第二代“SD”系列六轴干线调车机车，主要竞争对象是美国机车公司的RSD-12型柴油机车。
继1952年推出了SD7型柴油机车后（“SD”是“Special Duty”的缩写，意为“特种用途”），易安迪公司又在1954年推出功率更大的SD9型柴油机车。1954年1月至1959年6月间，易安迪为美国本土的铁路公司共制造了471台SD9型柴油机车，主要用户包括南太平洋铁路、芝加哥、伯靈頓和昆西鐵路、德卢斯、米萨贝和铁矿区铁路、大北方铁路、科罗拉多和南方铁路、宾夕法尼亚铁路、密尔沃基铁路。SD9型柴油机车的后继产品是SD18、SD24型柴油机车。
美国国外的SD9型柴油机车用户包括韩国铁道、委内瑞拉奥里诺科矿业、智利矿业开发公司。朝鲜战争结束后，韩国利用美国政府国际合作总署的援助，于1957年至1958年间分两批引进了共29台SD9型柴油机车，这款机车在当地被定型为韩国铁道5000型柴油机车，在1960年代曾经是嶺東線和太白線的主要牵引动力，该型机车自1993年以来逐步停运报废，全部车辆都于1998年从韩国铁道车辆序列中除籍。
SD9型柴油机车沿用底架承载结构、双侧外走廊的罩式车体，车体上部自前向后由电气室、司机室、动力室、冷却室四部分组成，其中电气室一端称为短罩端，动力室和冷却室一端称为长罩端。机车走行部采用与SD7型柴油机车相同的“Flexicoil”转向架。动力装置为一台16气缸、1750马力的16-567C型二冲程柴油机；传动系统采用直—直流电传动，柴油机直接驱动一台D22型直流发电机，发出的直流电供给六台D47型直流牵引电动机。牵引电动机采用轴悬式驱动方式，牵引齿轮传动比为4.13（62：15）。